# Mimosa (album)
Mimosa is een verzamelalbum met B-kanten, remixes en covers uit 1999 van de Amerikaanse rockband Fun Lovin' Criminals. Het is het derde album van de band en is de opvolger van 100% Colombian (1998).

## Tracks
1. "Couldn't Get It Right" (Climax Blues Band-cover) - 3:46
2. "Scooby Snacks" (Schmoove Version) - 3:21
3. "Shining Star" (Leo Graham, Paul Richmond) - 4:43
4. "Bombin' the L" (versie van ca. 1956) - 2:27
5. "I'm Not in Love" (10cc-cover) - 4:36
6. "Summer Wind" (zang door Ian McCulloch) - 2:43
7. "Crazy Train" (Ozzy Osbourne-cover) - 3:29
8. "I Can't Get with That" (Schmoove Version) - 5:33
9. "We Have All the Time in the World" (Copa Cabana Version) (John Barry, Hal David) - 2:44
10. "Coney Island Girl" (Schmoove Version) - 3:07
11. "I'll Be Seeing You" (Sammy Fain, Irving Kahal) - 5:51*

* Verborgen track op 1:30 - "Up on the Hill" (Schmoove Instrumental)